# Critical Role
Critical Role est une web-série américaine dans laquelle un groupe de comédiens de doublage professionnels jouent à Donjons et Dragons. La web-série compte actuellement trois saisons (ou plutôt campagnes). La première campagne, qui compte 115 épisodes, a débuté en mars 2015 et s'est terminée en octobre 2017. La deuxième campagne a débuté en janvier 2018 et s'est terminée en juin 2021 avec le 141e épisode. La troisième campagne a débuté le 21 octobre 2021 et s'est terminée en janvier 2025.
La série est diffusée le jeudi à 19 h (heure américaine) sur Twitch, avec des VàD disponibles le lundi suivant, pour les internautes de tous les pays. Avant la pandémie de COVID-19, la série était diffusée en direct, mais depuis l'épisode 100 de la deuxième campagne, les épisodes sont pré-enregistrés.

## Synopsis
L'histoire de Critical Role est divisée en plusieurs campagnes, chacune se concentrant sur des événements différents et gravitant autour de groupes de personnages différents. Toutes les campagnes se déroulent en Exandria, un monde inventé par Matthew Mercer. Chaque campagne est constituée d'arcs narratifs successifs ou entremêlés, se déroulant sur plusieurs épisodes. Chaque personnage a une toile de fond (ou « background » en anglais), laquelle est découverte par les spectateurs au fur et à mesure de la campagne et qui intervient de manière irrégulière dans cette dernière.

### Campagne 1
La première campagne de Critical Role se déroule principalement en Tal'Dorei, un continent d'Exandria. Elle suit les péripéties de « Vox Machina », un groupe d'aventuriers composé des jumeaux Vex'ahlia et Vax'ildan (Laura Bailey et Liam O'Brien), Percival de Rolo (Taliesin Jaffe), Grog Strongjaw (Travis Willingham), Pike Trickfoot (Ashley Johnson), Keyleth (Marisha Ray) et Scanlan Shorthalt (Sam Riegel), qui se sont rencontrés dans la petite ville de Stilben.
Avant que leurs aventures ne soient montrées en direct aux spectateurs, le groupe a notamment sauvé la famille du souverain Uriel Tal'Dorei III, qui leur a fait don en remerciement d'une demeure située juste à l'extérieur de la capitale de Tal'Dorei, Emon. Après s'être séparés pendant 6 mois, le groupe se reforme lorsqu'ils sont chargés de se rendre à Kraghammer, une cité minière, afin de retrouver l'amie de l'enchanteresse Allura, Dame Kima, paladine de Bahamut. C'est à ce point de l'histoire que la web-série commence en 2015, in medias res.
Par la suite, les aventuriers résoudront mille et un problèmes, allant de la chasse aux créatures mythologiques à la recherche d'artefacts anciens, un combat contre des vampires, nécromanciens, la résistance contre une invasion de dragons chromatiques, la rencontre avec des divinités, pour finir par un combat épique contre un dieu maléfique… Tout en explorant leurs émotions, leurs limites éthiques et leurs aventures amoureuses.

### Campagne 2
La Campagne 2 de Critical Role suit les aventures d'un groupe d'aventuriers composé de Nott The Brave (Sam Riegel), Yasha (Ashley Johnson), Jester Lavorre (Laura Bailey), Fjord (Travis Willigham), Mollymauk Tealeaf (Taliesin Jaffe), Beauregard Lionett (Marisha Ray) et Caleb Widogast (Liam O'Brien); puis de Caduceus Clay (Taliesin Jaffe). Le groupe agit sous le nom de "Mighty Nein", choisi par Caleb en début de campagne.
Leur rencontre commence par un étrange spectacle de cirque et se termine par la confrontation explosive avec une cité vivante et maudite. Ils vont être confronté au décès d'un ami, à la résolution d'un conflit international, une chasse contre la corruption d'un système violent et l'exploration de lieux insolites marins et terrestres.
Dans ces fantastiques péripéties, les acteurs explorent une fois de plus le terrain de la romance et de la résolution de passés troubles, mais surtout de l'amitié et de son caractère précieux. La relation entre les membres de Mighty Nein et le compliqué Essek Thelyss (joué par Matthew Mercer) en est un exemple.

### Campagne 3
La troisième campagne de Critical Role se déroule sur le continent de Marquet et débute dans la ville de Jrusar. Les personnages, Fearne Calloway, Orym, Dorian Storm, Imogen Temult, Laudna, Ashton Greymoore et « Fresh Cut Grass », s'y trouvent pour des raisons différentes. Mais ils s'unissent pour combattre des objets animés par une mystérieuse force magique, qui commencent à attaquer violemment les passants. Sur la suggestion de sir Bertrand Bell, qui rejoint leur groupe d'aventuriers en devenir, ils se mettent sous la protection du seigneur Ariks Eshteross. Désormais il leur faut enquêter sur des évènements locaux étranges… et les sursauts du monde qui s'invitent dans leurs vies.
Certains personnages (Fearne, Dorian et Orym) sont issues de la mini-série Exandria Unlimited. Sir Bertrand Bell est également un personnage déjà aperçu avant la troisième campagne, dans le one-shot "The Search for Grog", fait après la fin de la première campagne. Le deuxième personnage de Travis Willingham, Chetney, est inspiré d'un personnage qu'il avait déjà joué dans un one-shot sans lien avec les campagnes, "The Night Before Critmas". Les autres personnages - Laudna, Imogen, « Fresh Cut Grass » et Ashton - ont été créés spécifiquement pour la troisième campagne.

### Mini-sérieExandria Unlimited
Exandria Unlimited (abrégée en ExU) est une série dérivée d'anthologie, diffusée en parallèle de la série principale Critical Role. Le but est d'offrir « un nouveau point de vue sur le monde d'Exandria », avec des maîtres du jeu différents, tout en construisant la mythologie globale, puisque les évènements de la série dérivée auront un effet sur l'histoire des campagnes de Critical Role.
La première saison se déroule dans la ville d'Emon sur le continent de Tal'Dorei, 30 ans après la Campagne 1 et 10 ans après la Campagne 2. Elle met en scène Aabria Iyengar en tant que maîtresse du jeu (celle-ci étant déjà connue pour avoir joué dans un autre actual play populaire, Dimension 20) et les joueurs et joueuses sont : Aimee Carrero, Robbie Daymond, Ashley Johnson, Liam O'Brien, Matthew Mercer et Anjali Bhimani. La première saison, qui comprend 8 épisodes, fut diffusée entre le 24 juin 2021 et le 12 août 2021, sur la chaîne Twitch et le créneau horaire habituel de Critical Role, puisque la Campagne 2 venait de s'achever et que la Campagne 3 n'avait pas encore commencé. Une suite en deux parties, appelée Exandria Unlimited : Kymal (du nom de la cité où se passait cette mini-aventure) fut diffusée les 31 mars et 1er avril 2022, avec Aabria Iyengar, Robbie Daymond, Matthew Mercer, Aimee Carrero, Anjali Bhimani, rejoints par Erica Lindbeck.
La deuxième saison, intitulée Exandria Unlimited : Calamity, se déroule à l'âge des Arcanes, soit 1 500 ans avant les évènements des campagnes principales de Critical Role. Elle est diffusée à partir du 26 mai 2022 et met en scène Brennan Lee Mulligan en tant que maître du jeu, avec comme joueurs et joueuses : Aabria Iyengar, Marisha Ray, Sam Riegel, Travis Willingham, Lou Wilson et Luis Carazo.
La troisième saison, intitulée Exandria Unlimited : Divergence se déroule à l'âge de la grande séparation d'entre les mortels et les dieux, qui rejoignent leur espace derrière la Porte Divine. Elle se déroule environ 3 siècle après Exandria Unlimited : Calamity et environ 1 200 ans avant les évènements des campagnes principales de Critical Role. Elle est diffusée en 4 parties, dé février 2025 à mars 2025, et met en scène Brennan Lee Mulligan en tant que maître du jeu, avec comme joueurs et joueuses : Matthew Mercer, Liam O'Brien, Jasmine Don, Alexander Ward et Celia Rose Gooding.

## Distribution

### Acteurs principaux
- Matthew Mercer : Maître du donjon

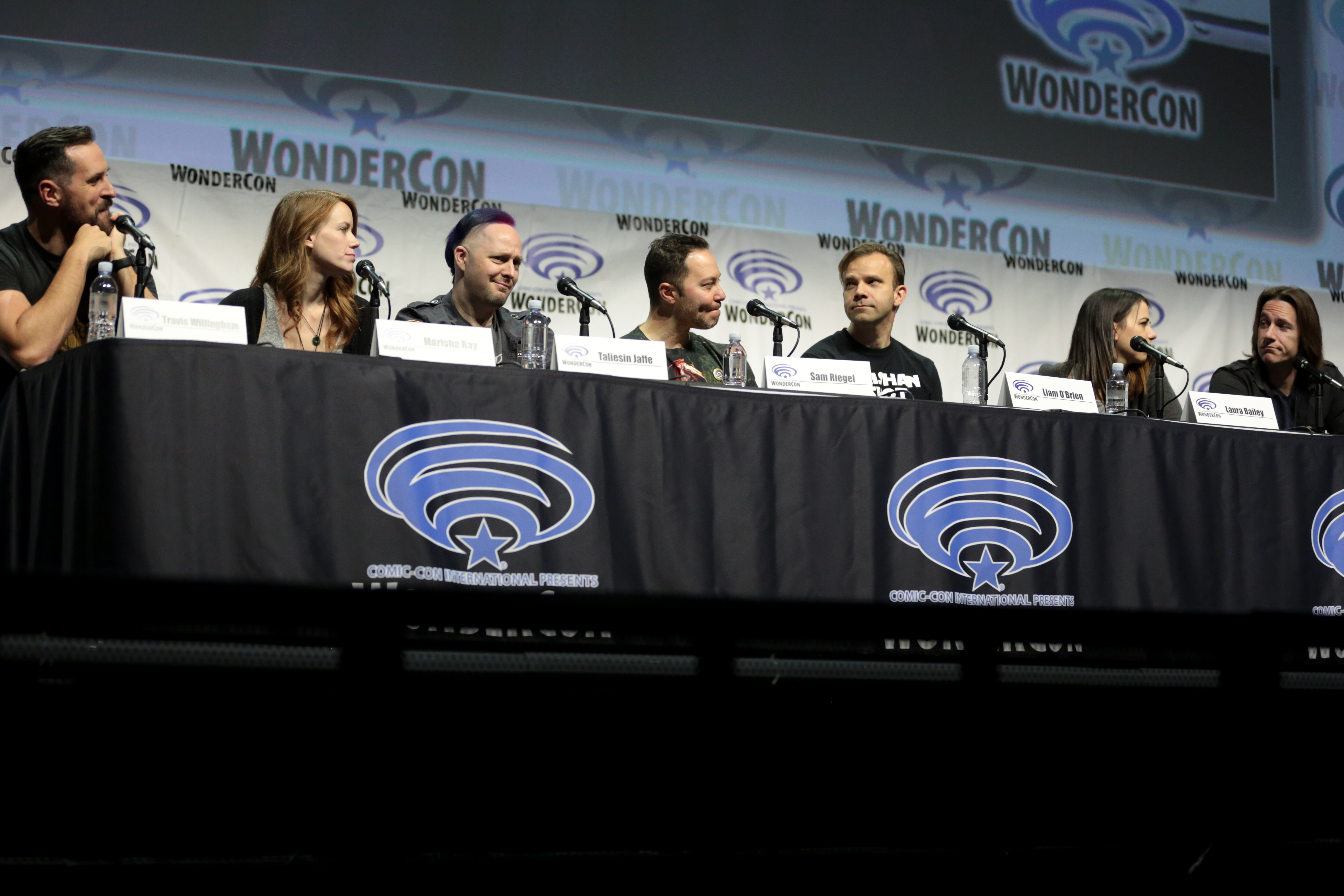
Les actrices et acteurs principaux en 2017, à la convention WonderCon à Anaheim (Californie).

- Ashley Johnson : Pike Trickfoot (campagne 1) / Yasha Nydoorin (campagne 2) / Fearne Calloway (campagne 3)
- Laura Bailey : Vex'ahlia Vessar, dite « Vex » (campagne 1) / Jester Lavorre (campagne 2) / Imogen Temult (campagne 3)
- Liam O'Brien : Vax'ildan Vessar, dit « Vax » (campagne 1) / Caleb Widogast (campagne 2) / Orym des Ashari de l'Air (campagne 3)
- Marisha Ray : Keyleth (campagne 1) / Beauregard Lionett, dite « Beau » (campagne 2) / Laudna (campagne 3)
- Sam Riegel : Scanlan Shorthalt (campagne 1) / Tarryon Darrington (campagne 1) / « Nott the Brave », plus tard Veth Brenatto (campagne 2) / « Fresh Cut Grass », dit FCG (campagne 3)
- Taliesin Jaffe : Percival Fredrickstein Von Musel Klossowski de Rolo III, dit « Percy » (campagne 1) / Mollymauk Tealeaf (campagne 2) / Caduceus Clay (campagne 2) / Ashton Greymoore (campagne 3)
- Travis Willingham : Grog Strongjaw (campagne 1) / Fjord (campagne 2) / Sir Bertrand Bell (campagne 3) / Chetney Pock O'Pea (campagne 3)
- Robbie Daymond : Dorian Storm (Exandria Unlimited, campagne 3)
- Aimee Carrero : Opal (Exandria Unlimited)
- Aabria Iyengar : maîtresse de jeu (Exandria Unlimited)

Les actrices et acteurs principaux ont également pu jouer d'autres personnages au cours d'épisodes indépendants des campagnes, ou « one-shots ».

### Acteurs récurrents et invités
- Orion Acaba : Tiberius Stormwind (campagne 1, épisodes 1 à 27 seulement[9])
- Felicia Day : Lyra (campagne 1, épisodes 18 et 19)
- Mary Elizabeth McGlynn : Zahra Hydris (campagne 1, épisodes 18 et 19, 43 et 44, 78, 114 et 115)
- Wil Wheaton : Thorbir Falbek (campagne 1, épisodes 20 et 21)
- Will Friedle : Kashaw Vesh (campagne 1, épisodes 18 et 19, 43 et 44, 78, 114 et 115)
- Kit Buss : Lillith Anioska Daturai (campagne 1, épisode 25)
- Jason C. Miller : Garthok (campagne 1, épisode 41)
- Chris Hardwick : Gern Blanston (campagne 1, épisode 46)
- Chris Perkins : Shale (campagne 1, épisode 55)
- Patrick Rothfuss : Kerrek (campagne 1, épisodes 56, 81 à 83)
- N.D. Stevenson : Tova (campagne 1, épisodes 92 et 93)
- Jon Heder : Lionel "Chod" Gayheart (campagne 1, épisodes 99 et 100)
- Darin De Paul : Ethrid "Sprigg" Brokenbranch (campagne 1, épisodes 105 et 106)
- Joe Manganiello : Arkhan le Cruel (campagne 1, épisodes 113 et 114)
- Khary Payton : Shakäste (campagne 2, épisodes 7 et 29)
- Mark Hulmes : Calianna Mordsson (campagne 2, épisode 21)
- Sumalee Montano : Nila (campagne 2, épisodes 27 et 28)
- Ashly Burch : Keg (campagne 2, épisodes 26 à 29)
- Deborah Ann Woll : Twiggy (campagne 2, épisode 45)
- Chris Perkins : Spurt (campagne 2, épisode 50)
- Mica Burton : Reani (campagne 2, épisodes 74 à 76)
- Robbie Daymond : Dorian Storm ((campagne 3, épisodes 24 à 29)
- Erika Ishii : Dusk/Yu Suffiad (campagne 3, épisodes 24 à 29)
- Aabria Iyengar : Deanna Leimert (campagne 3, épisodes 52 à 58)
- Christian Navarro : F.R.I.D.A. (campagne 3, épisodes 52 à 58)
- Aimee Carrero : Deni$e (campagne 3, épisode 59)
- Utkarsh Ambudkar : Bor'Dor Dog'Son (campagne 3, épisode 59)
- Emily Axford : Prism (campagne 3, épisode 59)

## Production
Matthew Mercer était le Maître du Donjon pour la campagne 1 qui a servi de base à la web-série. Cette campagne a commencé à titre privé deux ans avant la diffusion sur Internet ; au départ, il s'agissait d'une session indépendante pour l'anniversaire de Liam O'Brien, basée sur une version simplifiée de la 4e édition de Donjons et Dragons. Mais le groupe d'amis réunis à l'occasion a tellement apprécié la première session qu'ils ont continué leur campagne, passant alors sur le système Pathfinder, pendant environ un an. En 2014, Ashley Johnson ayant parlé de son groupe d'acteurs de doublage jouant régulièrement à Felicia Day, cette dernière leur proposa de diffuser leurs sessions de jeu en direct sur sa chaîne Geek & Sundry.
Le groupe changea à nouveau de système, passant sur la 5e édition de Donjons et Dragons juste avant le début de la diffusion le 12 mars 2015. Réunissant au départ 8 acteurs en plus de Matthew Mercer, Critical Role comprend, depuis le départ d'Orion Acaba en décembre 2015, une distribution de 7 actrices et acteurs principaux. En juin 2018, Critical Role se sépare de la chaîne Geek & Sundry et de sa société parente Legendary Entertainment, lance sa propre chaîne YouTube et Twitch et déménage dans ses propres studios un mois plus tard.
À partir de 2015, les fans de la web-série se surnomment les "Critters", après que Liam O'Brien l'ait suggéré au chat de la chaîne, qui s'est emparé du titre avec enthousiasme.

## Épisodes
Critical Role respecte un format sérialisé, mais repose sur le concept d'improvisation et non sur un scénario. Chaque épisode de Critical Role, diffusé en direct tous les jeudis, dure entre 3 et 5 heures (parfois même 6 heures). Il est ensuite disponible immédiatement après la diffusion pour les abonnés de la chaîne sur Twitch, puis le lundi suivant gratuitement sur la chaîne Youtube.
Critical Role a également été joué en direct devant des spectateurs neuf fois, souvent à l'occasion de conventions : 
- épisode 60 de la campagne 1, Heredity and Hats, le 14 juillet 2016 au Landmark Theatre à Los Angeles ;
- épisode 62 de la campagne 1, Uninviting Waters, le 6 aout 2016 au Théâtre Hilbert Circle à Indianapolis ;
- épisode 109 de la campagne 1, The Omnious March, le 8 aout 2017 au Old National Center à Indianapolis ;
- épisode 29 de la campagne 2, The Stalking Nightmare, le 3 août 2018 au Old National Center à Indianapolis ;
- épisode 37 de la campagne 2, Dangerous Liaisons, le 4 octobre 2018, à l'United Palace à New York ;
- épisode spécial de la campagne 1, The Search For Grog, le 19 janvier 2019 à Los Angeles ;
- épisode 73 de la campagne 2, Uthodurn, le 2 août 2019 au Old National Center à Indianapolis ;
- épisode spécial de la campagne 1, The Adventures of the Darrington Brigade, le 23 novembre 2019 à Austin ;
- épisode 97 de la campagne 2, The Fancy and the Fooled, le 29 février 2020 à Chicago ;
- épisode spécial de la campagne 2, The Mighty Nein Reunion: Echoes of the Solstice, le 25 octobre 2023 à Londres.

## Univers de la web-série
Chaque campagne élargit l'univers dans lequel les personnages de Critical Role évoluent. La plupart des éléments de cet univers sont pensés, créés et mis en scène par Matthew Mercer, cependant des collaborations avec d'autres personnes permettent de faire passer le processus créatif vers d'autres mains. La mini-série Exandria Unlimited, dirigée par Aabria Iyengar, est l'un des exemples majeurs de l'univers de la web-série investie par d'autres personnes que le maître de donjons habituel. De plus, les livres de jeux, comme Explorer's Guide to Wildemount, sont écrits en collaboration et non seulement par Matthew Mercer; ce qui laisse entendre des influences dans la création. Enfin, la nature du jeu de Donjons et Dragons fait que les joueurs aussi contribuent à l'univers dans lequel leurs personnages évoluent. Au travers des autres campagnes, les spectateurs peuvent voir en quoi les choix des personnages des campagnes précédentes influence l'univers. Par exemple, les armes à feu créées par le personnage de Taliesin Jaffe dans la première campagne se retrouvent dans les autres campagnes (le personnage de Sam Riegel dans la seconde campagne en utilise une de manière occasionnelle).
L'univers en lui-même est vaste et détaillé.
D'un point de vue géographique, il existe quatre continents: Tal'Dorei (campagne 1), Issylra (campagne 1), Wildemount (campagne 2), Marquet (campagne 3); entourés des eaux Frigid Depths, Lucidian Ocean et Ozmit Sea. Les détails vont jusqu'aux satellites naturels, Exandria ayant deux lunes: Catha et Ruidus.
La magie est omniprésente, bien que son utilisation peut varier selon les régions. On retrouve les principaux types entre la magie traditionnelle proposée par le jeu, la magie divine et d'autres formes développées par l'équipe de Critical Role. Pendant la campagne 2, Matthew Mercer révèle une de ses créations sous le nom de dunamancy. Taliesin Jaffe y joue la classe Blood Hunter, avec le personnage Mollymauk Tealeaf, une classe revisitée par Matthew Mercer pour Vin Diesel lors du one-shot "D&Diesel".

## Accueil

### Audiences
En janvier 2016, soit moins d'un an après le lancement du premier épisode, la web-série atteignait plus de 37 millions de minutes regardées et plus d'un million de minutes vues par épisode sur Twitch. La chaîne YouTube comptait alors plus d'1,3 million d'abonnés, tandis que sur Twitch Critical Role dépassait les 10 000 abonnés (payants). Le premier épisode, vu plus de 800 000 fois en février 2016, dépasse en décembre de la même année les 2,5 millions de vues.
Lors du premier épisode de la seconde campagne diffusé le 11 janvier 2018, l'audience culmine à 135 000 personnes suivant en direct sur Twitch, ce qui représente un bond d'audience puisque le dernier épisode de la première campagne, diffusé le 12 octobre 2017, avait rassemblé 40 000 spectateurs.[réf. nécessaire]
En octobre 2020, Critical Role revendique 600 000 abonnés sur Twitch, plus d'un million d'abonnés sur YouTube et plus de 440 000 abonnés au compte Twitter officiel.
En octobre 2021, la chaîne Twitch de Critical Role revendique 828 000 abonnés, tandis que la chaîne Youtube compte 1,4 million d'abonnés. Variety note que « la chaîne Twitch attire entre 60 000 et 75 000 spectateurs en direct pour chaque épisode. Si l'on tient compte de la vidéo à la demande sur Twitch et sur Youtube, l'audience totale par épisode se situe entre 1,2 et 1,5 million de personnes (…). ».

## Produits dérivés

### Série d'animation
Critical Role lance le 4 mars 2019 une campagne Kickstarter afin de financer (initialement) un court métrage d'animation de 22 minutes intitulé Critical Role: The Legend of Vox Machina Animated Special. L'histoire devait se dérouler au cours d'une portion de la campagne jouée avant la diffusion en mars 2015, alors que les 8 membres du groupe « Vox Machina » se trouvèrent seuls chacun de leur côté pendant environ six mois. En prenant en compte les coûts de production du court-métrage de 22 minutes, les frais de la campagne de financement participatif et les autres récompenses débloquées, le casting de Critical Role s'était fixé un but de 750 000 dollars ; et comme ils ne savaient pas combien de temps serait nécessaire pour réunir la somme, la durée de la campagne Kickstarter avait été fixée à 45 jours.
Une heure après le lancement, la campagne de financement avait déjà récolté plus d'un million de dollars. À la fin de la première journée, tous les objectifs avaient déjà été atteints et la somme totale récoltée était de 4,3 millions de dollars. Comme l'objectif final jusque-là était le financement de 4 épisodes de 22 minutes chacun, des objectifs supplémentaires furent rajoutés, transformant le projet en financement d'une série d'animation complète, dont l'histoire porterait sur les aventures de « Vox Machina » en amont de la diffusion mais aussi sur l'arc narratif des Briarwoods (épisodes 24 à 38 de la première campagne). Le 18 mars 2019, huit épisodes de 22 minutes avaient déjà été financés ; et le 4 avril 2019, le dernier objectif fixé à 8,8 millions de dollars fut atteint, permettant à la future série d'animation de comprendre 10 épisodes de 22 minutes. Un objectif "secret" de 10 millions de dollars, ajouté après et promettant une vidéo de Travis Willingham  visitant une maison hantée, fut également financé le 16 avril 2019. À la date de la clôture de la campagne de financement le 19 avril 2019, plus de 11,3 millions de dollars avaient été récoltés. Il s'agit d'une des campagnes de financement participatif ayant été le plus rapidement financé dans l'histoire de Kickstarter ; et, à ce jour, la campagne la plus financée dans la catégorie Télévision et Films, battant par exemple le record de Veronica Mars.
La série d'animation sera produite par le studio Titmouse, Inc. et les acteurs et actrices principaux reprendront leurs rôles respectifs (à l'exception d'Orion Acaba). En novembre 2019, Amazon Prime Video acquiert les droits de diffusion de La Légende de Vox Machina, commande 14 épisodes supplémentaires (2 épisodes de plus pour la saison 1 et une deuxième saison de 12 épisodes). Le lancement de la série d'animation, initialement prévu pour l'automne 2020, a été repoussé en raison de la pandémie de Covid-19. La série, d'abord prévue pour le 4 février 2022, est avancée au 28 janvier 2022. Les 12 épisodes seront diffusés sur 4 semaines, à raison de 3 épisodes par semaine. Les participants du Kickstarter ont eu un accès anticipé aux 2 premiers épisodes.

### Livres
En août 2016, lors de l'épisode 62 de la première campagne, joué en direct à Indianapolis, le directeur général de Geek & Sundry annonce la parution future d'un guide de campagne en Exandria, le monde inventé par Matthew Mercer. Intitulé Critical Role: Tal'Dorei Campaign Setting, écrit par Matthew Mercer et basé sur les règles de la 5ème édition de Donjons & Dragons via la licence ludique libre de Wizards of the Coast, il fut publié chez la maison d'éditions de jeux de rôle Green Ronin (en) en 2017. En janvier 2020, les sociétés Wizards of the Coast et Critical Role annoncent le lancement d'un second guide de campagne. Intitulé Explorer's Guide to Wildemount, il fut publié en mars 2020.
Plusieurs artbooks ont également été publiés, qui contiennent les historiques des personnages principaux, des détails sur les personnages secondaires récurrents et présentent les œuvres faites par les fans : The Chronicles of Exandria Vol. I: The Tale of Vox Machina (publié en novembre 2017) ; The Chronicles of Exandria Vol. II: The Legend of Vox Machina (publié en novembre 2018) ; The Chronicles of Exandria: The Mighty Nein (publié en mars 2020).
Le beau-livre The World of Critical Role: The History Behind the Epic Fantasy, qui retrace l'histoire et les coulisses de la web-série, est publié en octobre 2020 par la maison d'édition Penguin Random House,.

### Comics
Geek & Sundry a d'abord produit une série de six webcomics, de novembre à décembre 2015, qui décrit les aventures de « Vox Machina » avant la diffusion sur le web de la première campagne, alors que le groupe voit les célébrations des fêtes d'hiver interrompues par une sorcière maléfique.
Le 22 juillet 2017, lors du Comic-Con de San Diego, Geek & Sundry annonce la publication prochaine d'un comic consacré aux aventures de « Vox Machina » depuis leur rencontre et jusqu'au dernier arc narratif juste avant la diffusion sur le web de la première campagne. A ce jour, 2 volumes ont été publiés chez Dark Horse Comics, sous le titre Critical Role: Vox Machina Origins et un troisième volume est annoncé pour 2021. Le premier volume a été traduit en français et édité chez Akileos en février 2020.
En novembre 2020, le cast de Critical Role annonce une nouvelle série de comics consacrée à l'histoire personnelle de chaque membre du groupe de la deuxième campagne, les « Mighty Nein », également édités chez Dark Horse Comics, sous le titre Critical Role: The Mighty Nein Origins. Le premier volume, annoncé pour juin 2021, sera consacré au personnage de Jester Lavorre ; tandis que le deuxième volume sera consacré à Caleb Widogast.
En décembre 2020, le cast annonce aussi la future parution d'une mini-série de comics consacrés à des personnages secondaires récurrents des deux campagnes, sous le titre Critical Role: The Tales of Exandria, également chez Dark Horse Comics.

### Podcast
Le lancement d'un podcast Critical Role a été annoncé lors de la diffusion du 100e épisode de la première campagne. Chaque épisode, qui est la version "audio seulement" des épisodes déjà diffusés sur Twitch et Youtube, est disponible sur iTunes, Google Play Music et sur le site de Geek & Sundry.